# Centaurea paphlagonica
Centaurea paphlagonica — вид рослин роду волошка (Centaurea), з родини айстрових (Asteraceae).

## Середовище проживання
Ендемік Туреччини (Анатолія).